# Росберг Норт (Орегон)
Росберг Норт (енгл. Roseburg North) насељено је место без административног статуса у америчкој савезној држави Орегон.

## Демографија
По попису из 2010. године број становника је 5.912, што је 439 (8,0%) становника више него 2000. године.
| Група             | 2000.         | 2010.         |
| Белци             | 5.072 (92,7%) | 5.247 (88,8%) |
| Афроамериканци    | 10 (0,2%)     | 25 (0,4%)     |
| Азијати           | 41 (0,7%)     | 67 (1,1%)     |
| Хиспаноамериканци | 168 (3,1%)    | 343 (5,8%)    |
| Укупно            | 5.473         | 5.912         |